# Takatokwane
Takatokwane è un villaggio del Botswana situato nel distretto di Kweneng, sottodistretto di Kweneng West. Il villaggio, secondo il censimento del 2011, conta 2.728 abitanti.

## Località
Nel territorio del villaggio sono presenti le seguenti 46 località:
- Bajwane di 19 abitanti,
- Bilwane,
- Dikabana di 27 abitanti,
- Dikgankana di 12 abitanti,
- Dikole 1 di 2 abitanti,
- Dikole 2 di 13 abitanti,
- Diolwane di 10 abitanti,
- Gamosimane di 2 abitanti,
- Jerusalema/Dikhudu di 7 abitanti,
- Kgoro di 2 abitanti,
- Khesekwa,
- Kochwe di 17 abitanti,
- Kwasi di 10 abitanti,
- Lehuti,
- Lekgajwane di 24 abitanti,
- Lekgwabe di 10 abitanti,
- Leru-La-Pula di 8 abitanti,
- Mabote di 18 abitanti,
- Magakabe di 87 abitanti,
- Magakabe di 13 abitanti,
- Makalamabedi di 105 abitanti,
- Manone di 14 abitanti,
- Masero,
- Maseru di 20 abitanti,
- Matlapaneng di 21 abitanti,
- Mmaphokoje di 27 abitanti,
- Mokame di 46 abitanti,
- Molapong di 6 abitanti,
- Mothale di 45 abitanti,
- Naka-la-Tlou di 2 abitanti,
- Nhahutlwane di 72 abitanti,
- Nhahutlwe di 11 abitanti,
- Nhowa di 5 abitanti,
- Ntshe di 18 abitanti,
- Satse di 58 abitanti,
- Seatswe di 5 abitanti,
- Sekwakwane di 66 abitanti,
- Sekwakware di 6 abitanti,
- Senwamaretse di 1 abitante,
- Serejwane di 30 abitanti,
- Somo di 15 abitanti,
- Taneeme di 23 abitanti,
- Taramajwe di 11 abitanti,
- Tlatlapane di 102 abitanti,
- Tsape di 8 abitanti,
- Tsodane di 1 abitante